# MTV Europe Music Awards 1994
La prima edizione degli MTV Europe Music Awards si svolse il 24 novembre 1994 davanti alla Porta di Brandeburgo, a Berlino. Fu presentata dal cantante Tom Jones, e vide esibirsi gli Aerosmith, Björk, Roxette, i Take That e George Michael. A consegnare i premi furono gli East 17, Jean Paul Gaultier, Naomi Campbell, Pamela Anderson e la modella Helena Christensen, che baciò il cantante degli INXS Michael Hutchence sul palco.

## Vincitori
I vincitori sono indicati in grassetto.

### Best Song
- Aerosmith — "Cryin'"
- Beck — "Loser"
- Björk — "Big Time Sensuality"
- Blur — "Girls & Boys"
- Youssou N’Dour e Neneh Cherry — "7 Seconds"

### Best Director
- Whale — "Hobo Humpin' Slobo Babe" (diretto da Mark Pellington)
- U2 — "Stay (Faraway, So Close!)" (diretto da Wim Wenders e Mark Neale)

### Best Female
- Tori Amos
- Björk
- Mariah Carey
- Neneh Cherry
- Marusha

### Best Male
- Bryan Adams
- MC Solaar
- Prince
- Seal
- Bruce Springsteen

### Best Group
- Aerosmith
- Beastie Boys
- Crowded House
- Rage Against the Machine
- Take That

### Best New Act
- Beck
- Crash Test Dummies
- dEUS
- Therapy?
- Whale

### Best Dance
- 2 Unlimited
- D:Ream
- Jam & Spoon
- The Prodigy
- Reel 2 Real

### Best Rock
- Aerosmith
- Metallica
- Rage Against the Machine
- Soundgarden
- Therapy?

### Best Cover
- Ace of Base — "Don't Turn Around"
- Big Mountain — "Baby, I Love Your Way"
- Gun — "Word Up!"
- Pet Shop Boys — "Go West"
- Wet Wet Wet — "Love Is All Around"

### Free Your Mind
- Amnesty International

## Esibizioni
- Ace of Base — "Living in Danger"
- Aerosmith — "Cryin'"
- Björk — "Big Time Sensuality"
- Eros Ramazzotti - "Cose della Vita"
- George Michael — "Freedom! '90"
- Prince — "Peach"
- Roxette — "Sleeping in My Car"
- Take That — "Sure"
- Therapy? — "Die Laughing"
- Tom Jones — "If I Only Knew"